# اوتنا
اوتنا (به لاتین: Utena) در لیتوانی با جمعیت ۳۱٬۹۴۰ نفر است که در شهرستان اوتنا واقع شده‌است.